# Famille Thyssen
Pour les articles homonymes, voir Thyssen.
La famille Thyssen est une famille d'industriels allemands ayant fondé et dirigé l'entreprise du même nom, Thyssen AG, spécialisée dans la production d'acier. 
L'implication financière de Thyssen AG dans la montée du régime nazi a souvent été dénoncée par la presse et les historiens.

## Histoire du groupe
En 1871, August Thyssen fonde la société Thyssen & Co. à Mülheim, dans la Ruhr. À partir de 1883, il achète petit à petit toutes les actions de la Gewerkschaft Deutscher Kaiser (de) située à Hamborn. Ce site est intéressant car bien pourvu en charbon et relié au réseau ferré.
C'est ainsi qu'en 1891, August Thyssen annonce officiellement que lui et son frère, Joseph Thyssen (de), sont devenus propriétaires de la Gewerkschaft Deutscher Kaiser. Cela constitue la naissance du groupe Thyssen. Dans les années qui suivent, August développe l'entreprise, notamment en achetant des mines à l'étranger et en se rapprochant des chantiers navals et des fabriques de machines.
Au début du XXe siècle, le groupe s'internationalise et se recentre sur le site de Hamborn, que le fils d'August, Fritz, dirige depuis 1897. En 1911, il fonde les Forges et Aciéries d'Hagondange, dans le département de la Moselle annexée à l'Allemagne. Mais la Première Guerre mondiale stoppe cette expansion, notamment en coupant le groupe de ses filiales à l'étranger. Néanmoins, à la fin de la guerre, l'appareil industriel de l'entreprise en Allemagne est intact et celle-ci participe à la reconstruction du pays.
En 1925, August Thyssen réussit à convaincre les autres entreprises du secteur de l'acier de la Ruhr de s'associer en un grand cartel. À l'exception de Hoesch AG (de), Gutehoffnungshütte, Mannesmann, Klöckner-Werke (de) et Krupp, toutes les grandes aciéries de la Ruhr fusionnent : ainsi naît la Vereinigte Stahlwerke (de). À la mort d'August en 1926, Fritz Thyssen est élu président du conseil d'administration de la Vereinigte Stahlwerke AG, la famille possédant 26 % du capital du cartel.
Financiers d'Adolf Hitler, les Thyssen participent activement à la montée du régime nazi puis à son armement. Ils créent la coentreprise Union Banking Corporation afin de gérer leurs investissements en Amérique, et placent à sa tête un jeune talent, Prescott Bush, père et grand-père de deux présidents des États-Unis. Fritz Thyssen, qui avait souscrit à la dictature hitlérienne sur le plan politique et social (notamment en ce qui concerne la lutte contre les communistes), est opposé à l'extermination des Juifs et démissionne de toutes ses fonctions politiques après la nuit de Cristal du 9 novembre 1938, et s'enfuit pour la Suisse et ensuite la France. Adolf Hitler confisque alors ses biens. En vertu d'une clause de l'armistice du 22 juin 1940, le ménage Thyssen est arrêté à Nice par le régime de Vichy et ils sont amenés dans un camp de concentration.
À la fin de la guerre, les Alliés démantèlent la Vereinigte Stahlwerke AG et, en 1953, est fondée à Duisbourg une nouvelle société, la August Thyssen-Hütte AG. Les autres compagnies nées du démantèlement de la Vereinigte Stahlwerke AG retournent aux Thyssen au cours des années 1950 et 1960.
La compagnie poursuit son développement et fusionne, en 1997, avec son ancien concurrent Krupp pour former ThyssenKrupp AG.

## Une famille de collectionneurs d'art
La famille Thyssen a constitué l'une des plus importantes collections d'art réunie au XXe siècle, consacrée à l'art européen de 1920 au pop art, essentiellement en peinture.
Si August Thyssen a su commander des sculptures en marbre à Rodin, la collection devient généraliste grâce à son fils Heinrich qui, profitant des faillites entraînées par la crise de 1929, acquiert aux États-Unis de rares tableaux des XIVe et XVe siècles, primitifs italiens et flamands, et œuvres de la Renaissance allemande, puis collectionne la plupart des grands noms de l'art occidental des XVIe, XVIIe et XVIIIe siècles. Son fils Hans Heinrich l'ouvre sur le XIXe siècle, l'impressionnisme, acquérant un ensemble très représentatif des avant-gardes du XXe siècle, et la peinture américaine.
Longtemps exposée en Suisse, à Lugano, la collection est cédée à l'Espagne en 1993, constituant le musée Thyssen-Bornemisza à Madrid (une partie est montrée au MNAC de Barcelone).
En 2004, Carmen Thyssen-Bornemisza, veuve de Hans Heinrich Thyssen-Bornemisza, l'enrichit de près de 200 œuvres.